# Betty Faria
Elizabeth Maria Silva de Faria, más conocida como Betty Faria (Río de Janeiro, 8 de mayo de 1941), es una actriz brasileña, que ha estelarizado varias telenovelas.

## Vida personal
Betty es hija del militar Marçal Faria y de Elza Faria. Es la madre de la también actriz Alexandra Marzo, fruto de su unión con Cláudio Marzo. También estuvo casada con el actor Daniel Filho, desde 1973 hasta 1977 y tuvieron un hijo, João de Faria Daniel.
Betty posó 2 veces para la revista Playboy: En agosto de 1978 y octubre de 1984. Sus actuaciones más destacadas en el cine brasileño han sido A Estrela Sobe (1974), de Bruno Barreto y Bye Bye Brasil (1979), de Cacá Diegues.
Sus telenovelas más recordadas en Brasil son Pecado Capital (1975), Água Viva (1980), Baila Conmigo (1981) y Tieta (1989), esta última como protagonista.
Después de casi 3 años de no aparecer en telenovelas, Rede Globo, la contrata para aparecer en Avenida Brasil, donde interpreta a Pilar Alburquerque madre de Alexia (Carolina Ferraz), de João Emanuel Carneiro.
En 2017 vuelve a las telenovelas en La Fuerza del Querer como Elvira García.

## Filmografía

### Telenovelas
- 2024 - Volta por Cima - Doña Belisa Góis de Macedo
- 2020 - Salve-se Quem Puder - Ella misma
- 2019 - A Dona do Pedaço - Cornélia Macondo Ferreira
- 2019 - Verão 90 - Tieta/Ella misma
- 2018 - Malhação: Vidas Brasileiras - Olívia

- 2017 - A Força do Querer - Elvira Gómez Garcia (Elvirinha)
- 2014 - Boogie Oogie - Madalena
- 2012 - Avenida Brasil - Pilar Albuquerque
- 2010 - Uma Rosa com Amor - Amália Petroni
- 2007 - Duas Caras - Bárbara Carreira
- 2006 - Pé na Jaca - Laura Barra
- 2005 - Alma Gêmea - Marielza
- 2005 - América - Djanira Pimenta
- 1999 - Suave veneno - Carlota Valdez
- 1998 - Pecado Capital - ela mesma
- 1997 - A Indomada - Miranda de Sá Maciel
- 1996 - O Campeão - Marilisa
- 1995 - A Idade da Loba - Valquíria
- 1993 - Verão Quente- Simone Arruda (RTP1)
- 1992 - De Corpo e Alma - Antonia
- 1989 - Tieta - Tieta
- 1989 - O Salvador da Pátria - Marina Sintra
- 1984 - Partido Alto - Jussara
- 1982 - Elas por Elas - mulher idealizada por Yeda
- 1981 - Baila Comigo - Joana Lobato
- 1980 - Água-Viva - Lígia
- 1976 - Duas Vidas - Leda Maria
- 1975 - Pecado Capital - Lucinha (Lucy Jordan)
- 1975 - Roque Santeiro -
- 1974 - O Espigão - Lazinha Chave-de-Cadeia
- 1973 - Cavalo de Aço - Joana
- 1972 - O Bofe - Guiomar
- 1970 - O Homem que Deve Morrer - Inês
- 1970 - A Próxima Atração - Cissa
- 1970 - Pigmalião 70 - Sandra
- 1969 - Véu de Noiva - Irene
- 1969 - Rosa Rebelde
- 1969 - A Última Valsa - Marion
- 1969 - Os Acorrentados - Sônia Maria
- 1965 - TNT - secretária

### Series
- 2016/17 - A Cara do Pai - Iolanda
- 2012 - As Brasileiras - Muriel Aragão
- 2006 - Sob Nova Direção - Dona Altiva
- 2001/08 - A Grande Família - Selminha Paraíso
- 2000 - Sai de Baixo - episódio "Duro de Debutar"
- 1992/08 - Você Decide - (participó en 2 episodios)

### Miniseries
- 2019 - Se Eu Fechar os Olhos - Hanna Wizoreck
- 1998 - Labirinto - Leonor Martins Fraga
- 1994 - Incidente em Antares - Rosinha
- 1986 - Anos Dourados - Glória
- 1983 - Bandidos da Falange - Marluce

### Cine
- 1965 - O Beijo
- 1967 - A Lei do Cão
- 1968 - As Sete Faces de Um Cafajeste
- 1971 - As Piranhas do asfalto
- 1971 - Os Monstros de Babaloo
- 1972 - Som, Amor e Curtição
- 1974 - A Estrela Sobe - Leniza Mayer
- 1975 - O Casal
- 1976 - Dona Flor e Seus Dois Maridos - Leniza Mayer
- 1978 - O Cortiço - Rita Baiana
- 1979 - Bye Bye Brasil - Salomé
- 1982 - O Bom Burguês - Neuza
- 1987 - Anjos do Arrabalde
- 1987 - Jubiabá
- 1987 - Um Trem para as Estrelas - Camila
- 1988 - Lili, A Estrela do Crime - Elisa do Nascimento / Lili Carabina
- 1988 - Romance da Empregada - Fausta
- 1992 - Perfume de Gardênia - Odete Vargas
- 1997 - For All - O Trampolim da Vitória
- 2004 - Bens Confiscados - Serena
- 2004 - Sexo, Amor e Traição - Yara
- 2007 - Chega de Saudade - Elza
- 2013 - Casa da Mãe Joana 2 - Dona Araci